# Flanagan’s Shenanigans
Flanagan’s Shenanigans – album muzyczny nagrany przez amerykańskiego pianistę jazzowego Tommy’ego Flanagana w dniu 2 kwietnia 1993, podczas koncertu z okazji przyznania mu przez Danish Jazz Center nagrody Jazzpar Prize. Występ miał miejsce w SAS Falconer Center w Kopenhadze. Z Flanaganem, oprócz zwykle towarzyszącej mu sekcji (w tym dniu tworzonej przez Jespera Lundaarda i Lewisa Nasha), zagrał także znany saksofonista tenorowy Jesper Thilo oraz zespół instrumentów dętych Jazzpar Windtet. CD został wydany przez wytwórnię Storyville Records 20 czerwca 1995.

## Muzycy
- Tommy Flanagan – fortepian
- Jesper Lundgaard – kontrabas
- Lewis Nash – perkusja

- Jesper Thilo – saksofon tenorowy

The Jazzpar Windtet:
- Flemming Madsen – klarnet basowy, saksofon barytonowy
- Uffe Markussen – klarnet basowy, saksofon sopranowy, saksofon tenorowy
- Jan Zum Vohrde – flet, saksofon altowy
- Steen Hansen – róg
- Vincent Nilsson – róg
- Henrik Bolberg Pedersen – trąbka

## Lista utworów
| 1. | „Eclypso” (Tommy Flanagan)                       | 7:43    |
|    |                                                  |         |
| 2. | „Beyond The Bluebird” (Tommy Flanagan)           | 8:13    |
|    |                                                  |         |
| 3. | „Minor Mishap” (Tommy Flanagan)                  | 6:49    |
|    |                                                  |         |
| 4. | „For Lena And Lennie” (Quincy Jones)             | 8:00    |
|    |                                                  |         |
| 5. | „Flanagan’s Shenanigans (James Williams)         | 5:19    |
|    |                                                  |         |
| 6. | „Balanced Scales” (Tom McIntosh)                 | 10:21   |
|    |                                                  |         |
| 7. | „But Beautiful” (Johnny Burke, James Van Heusen) | 4:14    |
|    |                                                  |         |
| 8. | „Let's” (Thad Jones)                             | 6:16    |
|    |                                                  |         |
| 9. | „Tin Tin Deo” (Gil Fuller, Chano Pozo)           | 12:44   |
|    |                                                  |         |
|    |                                                  | 1:09:39 |
|    |                                                  |         |

## Informacje uzupełniające
- Produkcja – Ole Mathiessen
- Producent wykonawczy – Arnved Meyer
- Inżynier dźwięku – Ronald Skovdal
- Aranżacja – Ole Kock Hansen
- Prace plastyczne, projekt okładki – Chris Olesen
- Zdjęcia – Jan Persson
- Tekst wkładki do płyty – Brian Priestley
- Łączny czas nagrań – 69:39